# فرماندهی نیروی مشترک ناپل
فرماندهی نیروی مشترک ناپل (انگلیسی: Allied Joint Force Command Naples) یا فرماندهی نیروی مشترک متفقین ناپل (JFC Naples) یک فرماندهی نظامی ناتو است که در لاگو پاتریا، در کلان‌شهر ناپل، ایتالیا مستقر است. این فرماندهی در ۱۵ مارس ۲۰۰۴، پس از بازطراحی مؤثر فرماندهی قبلی خود، نیروهای متفقین جنوب اروپا، که در ابتدا در سال ۱۹۵۱ تشکیل شده بود، فعال شد. در ساختار فرماندهی نظامی ناتو، نیروهای متفقین جنوب اروپا یک «فرماندهی تابعه اصلی» بود. فرمانده ستاد فرماندهی نیروی مشترک ناپل به فرمانده عالی متفقین اروپا در ستاد عالی نیروهای متفقین اروپا، کاستو، بلژیک گزارش می‌دهد.
از سال ۲۰۰۸ فرمانده ستاد فرماندهی نیروی مشترک متفقین ناپل، مسئول انجام طیف کاملی از عملیات نظامی در سراسر منطقه مسئولیت ناتو و فراتر از آن برای جلوگیری از تجاوز و کمک به دفاع مؤثر از قلمرو و نیروهای ناتو، حفاظت از آزادی دریاها و شریان‌های اقتصادی و حفظ یا بازگرداندن امنیت کشورهای ناتو بود.